# Nikolai Sergejewitsch Portugalow
Nikolai Sergejewitsch Portugalow (russisch Николай Сергеевич Португалов, wiss. Transliteration Nikolaj Sergeevič Portugalov; * 1928 in Moskau; † 20. März 2008 ebd.) war ein sowjetischer Journalist und Politiker.
Portugalow studierte an der Moskauer Hochschule für internationale Beziehungen (MGIMO); seine Abschlussarbeit befasste sich mit dem Grundgesetz der Bundesrepublik Deutschland. Er war während der Amtszeit Walentin Falins als Botschafter in Deutschland in Bonn als Journalist tätig. Er war Mitglied des Zentralkomitees der KPdSU und Berater von Parteichef Michail Gorbatschow. Portugalow war auf sowjetischer Seite führend an der Wiedervereinigung Deutschlands beteiligt.
Er war Offizier des KGB und von 1979 bis 1990 Oberster Berater der internationalen Abteilung im ZK der KPdSU. Anschließend arbeitete er als Journalist. 
In einem Interview erklärte Portugalow 1987: „Ein denuklearisierter Kontinent Europa ist ein Europa ohne Atomwaffen - also auch ohne sowjetische. Das ist unser optimales Endziel.“ Während der Demonstrationen in Leipzig, Dresden und Berlin schlugen Falin und Portugalow vor, Panzer einzusetzen. Eduard Schewardnadse intervenierte bei Gorbatschow, was den Ausschlag gab, nicht in der DDR einzugreifen.